# Eupithecia delzurata
Eupithecia delzurata är en fjärilsart som beskrevs av Samuel E. Cassino och Louis W. Swett 1922. Eupithecia delzurata ingår i släktet Eupithecia och familjen mätare. Inga underarter finns listade i Catalogue of Life.